# 旅游教育出版社
旅游教育出版社 (英語：Tourism Education Press)是一家位于北京的出版社，隶属于北京第二外国语学院。

## 历史
创建于1987年，主要出版旅游，外语类书籍。